# Detroit Deli (A Taste of Detroit)
Albums de Slum Village
Dirty District
(2002) Prequel to a Classic
(2005)
Singles
1. Selfish
Sortie : 16 mars 2004

Detroit Deli (A Taste of Detroit) est le quatrième album studio de Slum Village, sorti le 29 juin 2004.
Après le départ de Baatin, pour des raisons médicales, le groupe n'est plus composé que de T3 et d'Elzhi. Pour cet album, le duo signe un partenariat avec le label GOOD Music de Kanye West qui leur produit notamment le single Selfish en duo avec Kanye West et John Legend. Grâce à la popularité de Kanye West, le single se vend plutôt bien. Cependant, Capitol Records ne prévoit qu'une communication limitée autour du groupe.
Sur le titre Reunion, tous les membres (anciens et actuels) de Slum Village devaient être réunis. Baatin ayant refusé, seul J Dilla a rejoint T3 et Elzhi.
L'album s'est classé 6e au Top R&B/Hip-Hop Albums et 37e au Billboard 200.

## Liste des titres
| No  | Titre                                                                                        | Contient un (des) sample(s) de                                            | Durée |
| --- | -------------------------------------------------------------------------------------------- | ------------------------------------------------------------------------- | ----- |
| 1.  | Zoom (Produit par B. R. Gunna)                                                               |                                                                           | 2:45  |
| 2.  | Do You (featuring MC Breed – Produit par Jay Dee)                                            | More Bounce to the Ounce de Zapp                                          | 3:38  |
| 3.  | Dirty (featuring Ol' Dirty Bastard – Produit par B. R. Gunna)                                |                                                                           | 3:40  |
| 4.  | Late 80's (Skit) (Produit par B. R. Gunna)                                                   |                                                                           | 1:11  |
| 5.  | Selfish (featuring Kanye West et John Legend – Produit par Kanye West)                       | Call Me d'Aretha Franklin Let the Drums Speak du Fatback Band             | 3:48  |
| 6.  | Closer (featuring Dwele – Produit par T3 et Young RJ Rice)                                   | Don't Say Goodnight (It's Time for Love) (Parts 1 & 2) des Isley Brothers | 4:07  |
| 7.  | Old Girl/Shining Star (featuring Melanie Rutherford – Produit par B. R. Gunna)               |                                                                           | 3:56  |
| 8.  | Keep Holding On (featuring Pooh Bear, Que D et Melanie Rutherford – Produit par B. R. Gunna) |                                                                           | 3:42  |
| 9.  | It's On (featuring Big Herk & MC Breed – Produit par B. R. Gunna)                            |                                                                           | 3:46  |
| 10. | The Hours (featuring Que D, Melanie Rutherford et Black Milk – Produit par B. R. Gunna)      |                                                                           | 2:27  |
| 11. | Things We Do (Produit par B. R. Gunna)                                                       |                                                                           | 3:25  |
| 12. | Count the Ways                                                                               |                                                                           | 4:36  |
| 13. | Reunion (featuring J Dilla – Produit par Black Milk)                                         | Timeless de John Abercrombie                                              | 4:07  |